# Camões IP
Camões IP (portugisiska: IC Instituto Camões Portugal ) är ett portugisiskt språkcentrum med säte i Lissabon, Portugal. Institutets uppdrag är att föreslå och genomföra samarbete och utbildningspolitik för att sprida den portugisiska kulturen och det portugisiska språket vid utländska universitet. 

## Samarbete med Sverige
År 2006 invigdes CLP ett portugisiskt språkcentrum vid Stockholms universitet, som samarbetar med Camões IP.
CLP tillhör den Romanska och klassiska institutionen. Målsättningen är bland annat att stödja studenter, lärare och forskare liksom allmänheten med intresse för portugisiska språket och kultur, genom att ställa material till förfogande.